# Mattia Pozzo
Mattia Pozzo (* 26. Januar 1989 in Biella, Piemont) ist ein ehemaliger italienischer Radrennfahrer.
Nach verschiedenen internationalen Siegen, u. a. beim Eintagesrennen Trofeo Edil C 2011 und einer Etappe des Giro Ciclistico d’Italia erhielt Pozzo 2013 einen Vertrag beim UCI Professional Continental Team Vini Fantini. Für diese Mannschaft gewann er 2013 zwei Etappen der Tour de Kumano.
Nach seinem Rücktritt vom internationalen Radsport am Saisonende 2015 arbeitet er als Personaltrainer.

## Erfolge
2008
- eine Etappe Giro della Valle d’Aosta

2009
- eine Etappe Giro delle Valli Cuneesi nelle Alpi del Mare

2011
- Trofeo Edil C
- Gran Premio Inda

2012
- eine Etappe Giro Ciclistico d’Italia

2013
- zwei Etappen und Punktewertung Tour de Kumano

2014
- Sprintwertung Türkei-Rundfahrt